# 籠谷遊馬
籠谷 和樹（かごたに かずき、1985年3月29日 - ）は、兵庫県出身の日本の俳優。エヴォルト所属。劇団平熱43度メンバー。

## 人物
- ワタナベエンターテインメントカレッジ卒業。
- ワタナベエンターテインメントカレッジ卒業公演で共演した縁で中村崇人の主宰する劇団獣珍の舞台に出演した。
- 2023年10月にラーメン屋をオープンし、当初は宣伝せずに営んでいたが2024年1月に公にした。

### YouTube活動
2020年からはへイフィーバーチャンネルのメンバーとして活動している。

## 出演

### 舞台
- 獣珍第5回公演「isaac ground」（2010年2月26日-28日、千本桜ホール）
- 獣珍第6回公演「人×繋×血」「角の家」（2010年11月17日-21日、Geki地下Liberty） - アニルッダ 役
- 獣珍第7回公演「鎖×壁」「つふつふ」（2011年4月13日-17日、Geki地下Liberty）
- ハルベリープロデュースvol.7「だめのすけ・バスに乗る。」（2011年7月20日-24日、Geki地下Liberty）
- 平熱43度 vol.1 旗揚げ公演「インディとジョーンズの最初の聖戦」（2011年9月7日-11日、ワーサルシアター）
- 平熱43度「真冬の夜の夢」（2012年2月8日-12日、ワーサルシアター）
- 劇団HERO「某国の監獄姫」（2012年2月24日-26日、北区シアター・バビロンの流れのほとりにて）
- 平熱43度xノーコンタクツ コラボ企画「炎の三銃士」（2012年9月6日-10日、萬劇場）
- Ann & Mary presents「PIRATES OF THE DESERT」（2013年7月10日-15日、シアターグリーン BIG TREE THEATER）
- 萬屋錦之介一座「玉菊灯籠」（2014年8月27日 - 9月2日、シアターグリーン BOX in BOX THEATER）

### 映画
- 「AI〜ある彼女の世界征服!?」監督:加藤謙司、主演:小泉麻耶（2011年公開） - 主人公：松浦和樹 役
- 「つばめの剣」‐主演[飯田麻由] ‐松平 役 （2012年公開）